# Osiris (sonda espacial)
Osiris (acrônimo de Optical System for Imaging and low Resolution Integrated Spectroscopy), é um conjunto de instrumentos científicos da sonda espacial Rosetta da ESA. Entre os instrumentos Osiris estão o Espectrógrafo Campo Infravermelho Integral, o Sistema Óptico de Imagem e Baixa Resolução Integrada Espectroscópica e o Sistema óptico, estroboscópico, infravermelho e de imagem remota.